# オフィスもり
有限会社オフィスもりは、かつて存在した日本の芸能事務所。主に声優のマネージメントを行っていた。
2018年6月27日に東京地方裁判所から破産手続開始決定を受けた。ほとんどの最終所属声優は、2018年5月に設立された株式会社プラスワンカンパニーへ移籍している。
オフィスもり自体は、2018年11月9日に法人格が消滅した。

## 破産発表時の所属していた声優

### 男性
- 森功至（現所属：プラスワンカンパニー）
- 池添朋文（現所属：合同会社 Wonder Space）
- 飯場章雅
- 大沼義明（現所属：合同会社 Wonder Space）
- 寺久保たかし
- 平井吉秀（現所属：合同会社 Wonder Space）
- 文平
- 矢野敦史（現所属：合同会社 Wonder Space）
- 秋山貴嶺（現所属：プラスワンカンパニー）
- 森川直樹（現所属：プラスワンカンパニー）

### 女性
- 大下洋子（現所属：合同会社 Wonder Space）
- 高久田まみ（現所属：合同会社 Wonder Space）
- 中田友子（現所属：合同会社 Wonder Space）
- 村山摩衣 （現所属：合同会社 Wonder Space）
- 石松里沙
- 上山優子
- 財田かお里（現所属：プラスワンカンパニー）
- 林優子（現所属：プラスワンカンパニー）
- 優希いつか
- 新井由布子（現所属：合同会社 Wonder Space）

## かつて所属していた声優

### 男性
- あおい洋一郎（現所属：ベルベットオフィス）
- 朝倉崇
- あんべあつし
- 石原浩樹
- うさみ航（現所属：合同会社 Wonder Space）
- 内野一（フリー）
- 小礒岳人（フリー）
- 小橋達也（現所属：マック・ミック）
- 土門仁（現所属：リル・ポータ）
- 日暮哲也（現所属：東京俳優生活協同組合）
- 三浦崇史（現所属：株式会社スカイサード）

### 女性
- 蒼井のぞみ（フリー）
- 今谷皆美（フリー）
- 大河内澪
- おかなつこ
- 片浦寛子（現所属：アル・シェア）
- 片貝まこ
- 桐島靖子
- 小山瞳（現所属：Jac in production）
- 祭田絵理（現所属：アプトプロ）
- 桜城あみこ（現所属：合同会社 Wonder Space）
- 笹谷陽子（現所属：マック・ミック）
- 佐藤麻子（現所属：81プロデュース）
- 清水麻友美（現所属：ヒーローガレージ）
- 進藤サキ
- 田中涼子 (フリー)
- 春山誉賜弥（現所属：洒落Sharaku）
- 平野妹（現所属：CROSS CALL）
- 正木沙織（現所属：合同会社 Wonder Space）
- 松田京子
- 村椿玲子
- 谷内友美（フリー）
- 山本寛子